# ライアン・ラマー
ライアン・マイケル・ラマー（Ryan Michael LaMarre, 1988年11月21日 - ）は、アメリカ合衆国ミシガン州ロイヤルオーク出身の元プロ野球選手（外野手）。左投右打。

## 経歴

### プロ入り前
高校時代は野球の他にアメリカンフットボールやアイスホッケーもプレーしていたが、ミシガン大学進学後は野球に専念した。

### プロ入りとレッズ時代
2010年のMLBドラフト2巡目（全体62位）でシンシナティ・レッズから指名されプロ入り。
2014年8月12日にDFAとなり、その後自由契約となったが、19日にマイナー契約で再契約した。
2015年8月20日にメジャー契約を結んでアクティブ・ロースター入りし、22日のアリゾナ・ダイヤモンドバックス戦でメジャーデビューを果たすと、翌日にメジャー初安打を記録した。この年はメジャーで21試合に出場して打率.080の成績を記録した。オフにFAとなった。

### レッドソックス時代
2015年12月14日にボストン・レッドソックスとマイナー契約を結んだ。
2016年6月18日にメジャーに昇格した。7月2日のロサンゼルス・エンゼルス戦で21-2と大量リードを許した9回にメジャー初登板し、1回を無失点に抑えた。この試合に登板したレッドソックスの投手の中で、失点しなかったのはラマーのみだった。同月7日にアーロン・ヒルの加入に伴い、DFAとなった。この年はメジャーで5試合に出場した。オフにFAとなった。

### アスレチックス時代
2016年11月28日にエンゼルスと1年50万ドルのメジャー契約を結んだが、1試合も出場することなく2017年4月23日に金銭とのトレードで、オークランド・アスレチックスへ移籍した。移籍後は傘下のAAA級ナッシュビル・サウンズへ送られたが、25日にラージャイ・デービスの故障者リスト入りによりメジャーに昇格した。その後、6月17日にDFAとなり、オフにFAとなった。

### ツインズ時代
2017年11月29日にミネソタ・ツインズとマイナー契約を結んだ。
2018年は開幕ロースター入りし、4月7日にメジャー初打点を記録した。6月2日にDFAとなった。

### ホワイトソックス時代
2018年7月9日にウェイバー公示を経てシカゴ・ホワイトソックスへ移籍した。8月14日のデトロイト・タイガース戦でブレイン・ハーディからメジャー初本塁打を放った。この年は移籍前と合わせてメジャーで76試合に出場して打率.279、2本塁打、18打点を記録した。オフの11月3日にFAとなった。

### ブレーブス傘下時代
2018年11月19日にアトランタ・ブレーブスとマイナー契約を結んだ。
2019年は傘下のAAA級グウィネット・ストライパーズで開幕を迎えた。

### ツインズ復帰
2019年9月8日に金銭とのトレードで、古巣のツインズへ移籍した。移籍後はメジャーで14試合に出場した。オフの10月28日にマイナー契約となり、翌29日に自由契約となった。

### ツインズ退団後
2020年1月13日にタンパベイ・レイズとマイナー契約を結び、スプリングトレーニングに招待選手として参加することになった。6月18日に契約を破棄するオプトアウトの権利を行使し、FAとなった。
その後、7月24日にシカゴ・カブスとマイナー契約を結んだが、メジャーに昇格することはなく、9月10日に自由契約となった。

### ヤンキース時代
2020年12月12日にニューヨーク・ヤンキースとマイナー契約を結んだ。
2021年5月16日にメジャー契約を結んでアクティブ・ロースター入りした。5月20日に故障者リスト入りとなり、戦列復帰当日の6月16日にマイナー契約で傘下のAAA級スクラントン・ウィルクスバリ・レイルライダースへ配属された。7月18日に再びメジャー契約を結んでアクティブ・ロースター入りした。7月30日にDFAとなり、8月2日にマイナー契約でAAA級スクラントン・ウィルクスバリへ配属された。レギュラーシーズン終了後の10月7日にFAとなった。

## 詳細情報

### 年度別打撃成績
| 年 度    | 球 団    | 試 合 | 打 席 | 打 数 | 得 点 | 安 打 | 二 塁 打 | 三 塁 打 | 本 塁 打 | 塁 打 | 打 点 | 盗 塁 | 盗 塁 死 | 犠 打 | 犠 飛 | 四 球 | 敬 遠 | 死 球 | 三 振 | 併 殺 打 | 打 率 | 出 塁 率 | 長 打 率 | O P S |
| -------- | -------- | ----- | ----- | ----- | ----- | ----- | -------- | -------- | -------- | ----- | ----- | ----- | -------- | ----- | ----- | ----- | ----- | ----- | ----- | -------- | ----- | -------- | -------- | ----- |
| 2015     | CIN      | 21    | 26    | 25    | 2     | 2     | 0        | 0        | 0        | 2     | 0     | 0     | 0        | 1     | 0     | 0     | 0     | 0     | 9     | 1        | .080  | .080     | .080     | .160  |
| 2016     | BOS      | 5     | 6     | 5     | 1     | 0     | 0        | 0        | 0        | 0     | 0     | 0     | 0        | 0     | 0     | 1     | 0     | 0     | 2     | 1        | .000  | .167     | .000     | .167  |
| 2017     | OAK      | 3     | 8     | 7     | 0     | 0     | 0        | 0        | 0        | 0     | 0     | 0     | 0        | 0     | 0     | 1     | 0     | 0     | 3     | 0        | .000  | .125     | .000     | .125  |
| 2018     | MIN      | 43    | 109   | 99    | 7     | 26    | 5        | 0        | 0        | 31    | 8     | 1     | 1        | 0     | 1     | 8     | 0     | 1     | 33    | 3        | .263  | .321     | .313     | .634  |
| 2018     | CWS      | 33    | 71    | 66    | 8     | 20    | 6        | 0        | 2        | 32    | 10    | 1     | 1        | 0     | 2     | 2     | 0     | 1     | 20    | 0        | .303  | .324     | .485     | .809  |
| '18計    | CWS      | 76    | 180   | 165   | 15    | 46    | 11       | 0        | 2        | 63    | 18    | 2     | 2        | 0     | 3     | 10    | 0     | 2     | 53    | 3        | .279  | .322     | .382     | .704  |
| 2019     | MIN      | 14    | 26    | 23    | 3     | 5     | 0        | 0        | 2        | 11    | 3     | 1     | 1        | 0     | 0     | 3     | 0     | 0     | 5     | 0        | .217  | .308     | .478     | .786  |
| 2021     | NYY      | 9     | 24    | 21    | 3     | 4     | 0        | 0        | 2        | 10    | 4     | 1     | 0        | 0     | 0     | 2     | 0     | 1     | 6     | 1        | .190  | .292     | .476     | .768  |
| MLB：6年 | MLB：6年 | 128   | 270   | 246   | 24    | 57    | 11       | 0        | 6        | 86    | 25    | 4     | 3        | 1     | 3     | 17    | 0     | 3     | 78    | 6        | .232  | .286     | .350     | .636  |

- 2021年度シーズン終了時

### 年度別投手成績
| 年 度    | 球 団    | 登 板 | 先 発 | 完 投 | 完 封 | 無 四 球 | 勝 利 | 敗 戦 | セ 丨 ブ | ホ 丨 ル ド | 勝 率 | 打 者 | 投 球 回 | 被 安 打 | 被 本 塁 打 | 与 四 球 | 敬 遠 | 与 死 球 | 奪 三 振 | 暴 投 | ボ 丨 ク | 失 点 | 自 責 点 | 防 御 率 | W H I P |
| -------- | -------- | ----- | ----- | ----- | ----- | -------- | ----- | ----- | -------- | ----------- | ----- | ----- | -------- | -------- | ----------- | -------- | ----- | -------- | -------- | ----- | -------- | ----- | -------- | -------- | ------- |
| 2016     | BOS      | 1     | 0     | 0     | 0     | 0        | 0     | 0     | 0        | 0           | ----  | 5     | 1.0      | 2        | 0           | 0        | 0     | 0        | 0        | 0     | 0        | 0     | 0        | 0.00     | 2.00    |
| 2018     | MIN      | 1     | 0     | 0     | 0     | 0        | 0     | 0     | 0        | 0           | ----  | 3     | 0.2      | 1        | 1           | 0        | 0     | 0        | 0        | 0     | 0        | 1     | 1        | 13.50    | 1.50    |
| MLB：2年 | MLB：2年 | 2     | 0     | 0     | 0     | 0        | 0     | 0     | 0        | 0           | ----  | 8     | 1.2      | 3        | 1           | 0        | 0     | 0        | 0        | 0     | 0        | 1     | 1        | 5.40     | 1.80    |

- 2020年度シーズン終了時

### 背番号
- 65（2015年 - 2016年）
- 39（2017年、2021年）
- 24（2018年 - 同年途中）
- 25（2018年途中 - 同年終了）
- 27（2019年）